# Limnephilus acrophylax
Limnephilus acrophylax är en nattsländeart som beskrevs av Schmid 1952. Limnephilus acrophylax ingår i släktet Limnephilus och familjen husmasknattsländor. Inga underarter finns listade i Catalogue of Life.